# Затор (глациология)
Затор (на руски: затор) е натрупване на натрошени ледове по време на ледоход в теснините на реките, в плитчини, при остри завои на речното корито и на други места, където е затруднено преминаването на разтрошения лед. Стесняването на живото сечение на реката вследствие на заторите предизвиква покачване на нейното ниво (понякога на няколко метра) и опасност от наводнения. Заторите са много характерни за реките в Сибир и Канада, течащи от юг на север, поради по-ранното размразяване на ледовете в горните им течения и все още неразмразените участъци по долното течение.